# Ádám apokalipszise
Ádám apokalipszise egy gnosztikus irat, amelyet 1946-ban fedeztek fel a Nag Hammádi-i könyvtárban, annak V. kódexében az ötödik és utolsó mű. A fennmaradt irat egy Kr. e. 1–Kr. u. 3. század között keletkezett görög nyelvű eredeti 4. századbeli kopt fordítása. A mű a judaista apokaliptikus irodalom része, kapcsolata a kereszténységgel vitatott.

## Tartalma
A hétszáz éves Ádám fiának, Szetnek mondja el a kinyilatkoztatást, miszerint őt és Évát Isten a föld anyagából teremtette, de ismeretlen hatalmasságok révén magasabban álltak, mint teremtőjük. Isten haragjában megosztotta őket és a kapott isteni tudásuk elveszett. Ádám látomásában három férfival találkozik, akik nem Isten angyalai és akik megmutatják neki leszármazottai sorsát. Leírja az Özönvizet, és hogy utána Noé szétosztja a Földet fiai között, akiknek utódai királyságokat alapítanak. Az utódok a fény angyalaitól kapják tudásukat, ám az angyalokat a Sakla nevű isten(?) megpróbálja tűzesővel elpusztítani. Az utódok tizenhárom királysága sorra hibásan emlékeznek eredetükre, csak az utolsó, a "király nélküli nemzedék" ismeri az igazságot. Ádám elmondja, hogy Isten szavait az angyalok elhozzák az emberek számára és az igazságot elhelyezik egy magas hegy tetején, mint "A Megsemmisíthetetlen Igazság Szavait".

## Fordítás
- Ez a szócikk részben vagy egészben  az   Apocalypse of Adam című angol Wikipédia-szócikk ezen változatának fordításán alapul.  Az eredeti cikk szerkesztőit annak laptörténete sorolja fel. Ez a jelzés csupán a megfogalmazás eredetét és a szerzői jogokat jelzi, nem szolgál a cikkben szereplő információk forrásmegjelöléseként.